# Üüvere
Üüvere (Duits: Juwera) is een plaats in de Estlandse gemeente Saaremaa, provincie Saaremaa. De plaats heeft de status van dorp (Estisch: küla) en telt 8 inwoners (2021).
Tot in oktober 2017 lag Üüvere in de gemeente Laimjala. In die maand werd Laimjala bij de fusiegemeente Saaremaa gevoegd.
In het Estische alfabet is de Ü de laatste letter. In een Estlandse lijst van plaatsen staat Üüvere achteraan.

## Geschiedenis
Üüvere werd voor het eerst genoemd in 1645 onder de naam Irefer of Hürfer, een dorp in de Wacke Randvere. Een Wacke was een administratieve eenheid voor een groep boeren met gezamenlijke verplichtingen. In de 18e eeuw kwam Üüvere onder de naam Hiafer op het landgoed van Kahtla te liggen.
Tussen 1977 en 1997 maakte Üüvere deel uit van het buurdorp Kahtla.